# Kiowa-Apachen

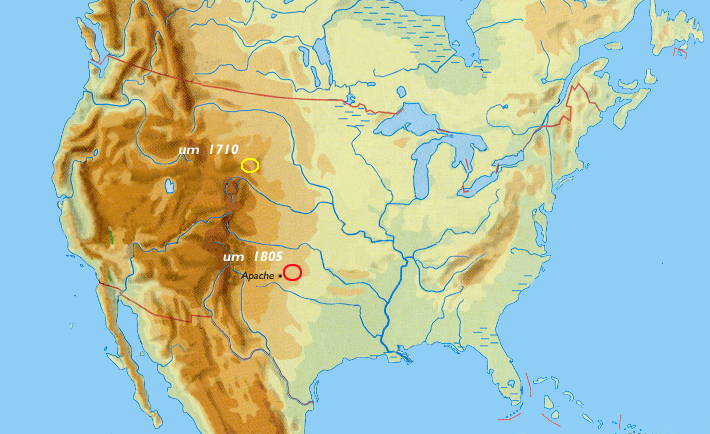
Ehemalige Wohngebiete

Die Kiowa-Apachen, vermehrt heute als Plains Apache bezeichnet, sind eine Stammesgruppe, die zwar sprachlich zu den Apachen im Südwesten der Vereinigten Staaten und (vormals) im Norden von Mexiko zählen, kulturell sowie politisch jedoch zu den Kiowa zu rechnen sind. Mit ihren jahrelangen Verbündeten – den Kiowa und Comanche – dominierten sie ab Anfang des 18. Jahrhunderts das Oklahoma- und das Texas-Panhandle sowie angrenzende Gebiete der High Plains.
Geographisch, sprachlich und kulturell werden sie meist zusammen mit den Mescalero, Chiricahua, Jicarilla und Lipan zu den Östlichen Apache (engl. Eastern Apache) gezählt.
Ihre Sprache, das Plains Apache, Kiowa Apache oder Naishan, gehört – zusammen mit Jicarilla Apache (Abáachi oder Abáachi mizaa) sowie dem Lipan Apache – zum Östlichen Zweig der südathapaskischen Apache-Sprachen der Athapaskischen Sprache aus der Na-Dené-Sprachfamilie. Nach Hoijer und Opler jedoch weicht ihre Sprache so weit von allen Apache-Sprachen ab, dass letztere zusammen die Südwestliche Gruppe und die Sprache der Kiowa Apache als einziges Mitglied die sog. Plains Gruppe bildet.

## Name
Auf Grund ihrer sprachlichen und hierdurch teilweise kulturellen Ähnlichkeit mit den östlichen Gruppen der Apachen sowie ihrer militärisch-politischen Allianz mit den zahlreicheren und mächtigen Kiowa wurden und werden sie oftmals als Kiowa Apache oder Plains Apache (im Deutschen fälschlicherweise: Prärie-Apachen) bezeichnet. Heute wird von ihnen sowie in der Fachliteratur vermehrt jedoch ihre Eigenbezeichnung als Naishan oder Naishan Dené gebraucht. Dieser Name sowie weitere Varianten als Na-di'isha-de'na oder Na'isha ("Those Who Carry or Transport Things About" – „Jene, die Raub(?)Güter transportieren“ oder "Stealers" – „Räuber, Diebe“) bezog sich höchstwahrscheinlich auf ihre räuberische und kriegerische Tradition; die Kiowa bezeichneten sie daher einfach als Semat ("Stealers" – „Räuber, Diebe“). Bei größeren Stammeszusammenkünften (wie dem Sonnentanz), waren die Kiowa Apache ein fest integrierter Teil des Tipi-Rings der Kiowa, daher bezeichneten vermutlich diese sie auch als Taugui ("Sitting (at the) Outside" – „Jene, die Außerhalb sitzen“).
Zudem bezeichneten sie sich als Káłt'inde, Khat-tleen-deh oder γát dìndé ("Cedar People" – „Zedernholz-Volk“), die sprachlich verwandten aber feindlichen Mescalero übernahmen dies als Keeditłénde. Wie andere Plains-Stämme auch, nannten die Cheyenne sie Mûtsíănă-täníuals („Whetstone People“ – „Wetzstein-Volk“), die Kiowa K'á-pätop ("Knife Whetters" – „Messer-Wetzer“) und die Arapaho Tha'kahine'na ("(People) whetting a knife (men)" – „Messer-wetzende(s) Volk/Leute“), alle diese Bezeichnungen leiten sich von Bek'áhe oder Bay-ca-yeh ("Whetstone People" – „Wetzstein-Volk“), einem weiteren Eigennamen der Kiowa Apache, ab. Die sprachlich verwandten feindlichen Diné (Navajo) bezeichneten sie als Halgai hóteeljí chíshí (abgel. von halgai – „Plains (Ebenen), flach“, hóteel – „weites Gebiet“, daher Halgai Hóteel – „Great Plains“ sowie Chíshí – „Chiricahua“, sowie generell für alle Südlichen Apache); die ebenfalls feindlichen Pawnee hingegen als Tsaka-Taka ("face-white" – „Weißgesichter“), daher nannten die weißen Entdecker sie Gattacka oder auch Katacka.

## Wohngebiet
Im frühen 18. Jahrhundert lebten sie im Gebiet der Black Hills und am oberen Yellowstone River. Gegen 1790 hatten beide – Kiowa und Kiowa Apache – mit den militärisch mächtigen Comanche einen dauerhaften Frieden geschlossen und begannen ab da langsam nach Süden auf die High Plains und Südlichen Plains vorzudringen. Die Kiowa Apache (Plains Apache) sowie die Kiowa, streiften jedoch meist nördlich der Comanche, zwischen dem Canadian River und Red River im Süden bis zum Arkansas River im Norden, meist im heutigen Texas Panhandle und Oklahoma Panhandle; später zogen manche Bands der Kiowa auf den Llano Estacado sowie südwärts bis zum Brazos River in Texas.
Fortan kontrollierten diese drei Stämme zusammen ein riesiges Stammesgebiet auf den Südlichen Plains, das den Osten des heutigen Colorado, den Westen von Kansas, große Teile Oklahomas, Nordosten von New Mexico und Nord-, West- sowie Zentral-Texas umfasste. Das Gebiet wurde auf Grund seiner fast nahtlosen Kontrolle durch den bevölkerungsstärksten und mächtigsten Stamm in dieser Allianz – den Comanche – daher von Spaniern und Mexikanern sowie später Amerikanern meist einfach als Comancheria bezeichnet.

## Sozio-Politische Organisation
Der Kern der Kiowa Apache-Gesellschaft war die matrilokale (der Mann zieht zur Familie der Frau und ist deren Verwandtschaft verbunden) und matrilineare (die Herkunft wird von der Linie der Mutter hergeleitet) Großfamilie oder kustcrae. Zur Organisation von Jagden – insbesondere der BisonJagd – (und der Verarbeitung des Fleisches sowie der Häute) sowie zum Sammeln, bildeten mehrere Großfamilien eine Lokalgruppe (engl. „local group“) oder gonka. Für Raub- und Kriegszüge schlossen sich wiederum mehrere Lokalgruppen zu Bands (Gruppen) zusammen.
Vor der Reservationszeit gab es mindestens vier Bands, unterteilt in mehr als 12 Lokalgruppen, die zusammen benachbarte Stämme und Siedlungen bekriegten. Denn im Gegensatz zu den benachbarten Lipan Apache oder Mescalero Apache, die nie eine politische Organisation über die Band (manchmal sogar nur die Lokalgruppe) hinaus entwickelten, verstanden sich die Kiowa Apache (Plains Apache) sehr wohl als eine Stammeseinheit, und so kam es oft zu gemeinsamen Unternehmungen aller vier Bands.
Zudem galten sie bei benachbarten Stämmen während des Sonnentanzes und bei Stammeszusammenkünften als eine Band der Kiowa.

## Geschichte
Ihre Mythen und mündlichen Überlieferungen sprechen von einer Heimat im Norden, wahrscheinlich der östlichen Kette der Rocky Mountains, wo sie als unabhängiger Stamm mit einer nördlichen und einer südlichen Abteilung lebten.
Heutige Wissenschaftler vermuten, dass sich die Apachen irgendwann auf ihrer Wanderung nach Süden teilten. Eine Gruppe zog auf der Westseite der Rocky Mountains in den Südwesten der USA, während eine zweite kleinere Gruppe östlich der Berge nach Süden wanderte. Es ist wahrscheinlich, dass sich die Kiowa-Apache allein zu schwach fühlten, und so den Schutz der mächtigeren Kiowa suchten. Sie waren praktisch ein Teil des Stammes der Kiowa, hatten dieselbe Lebensweise, Kultur und Religion und unterschieden sich nur in der Sprache. Einige alte Apachen-Männer lernten gewöhnlich etwas Kiowa zu sprechen, doch das normale Verständigungsmittel zwischen den beiden Stämmen war die Zeichensprache. Da die Kiowa-Apachen, kulturell sowie politisch zu den Kiowa zählten, sprachlich jedoch zu den Apachen, konnten sich die Kiowa später gegenüber der Feindschaft zwischen den Comanche und den Apachen eine Neutralität bewahren. Sie traten sogar manchmal mit tatkräftiger Unterstützung der Kiowa-Apachen als Vermittler zwischen Jicarilla, Mescalero, Lipan sowie den Comanche auf.
Im Jahr 1681 oder 1682 traf sie Robert Cavelier de La Salle im heutigen Illinois am Peoria Lake, nannte sie Gattacka und berichtete, sie hätten Pferde von den Spaniern bekommen, die sie nun an die Pawnees verkauften. Offenbar pendelten die Kiowa und mit ihnen die Kiowa-Apachen zwischen dem Platte River und dem östlichen New Mexico, um einen lukrativen Handel mit spanischen Pferden zu treiben und kamen sogar gelegentlich bis zum französischen Handelsposten am Peoria Lake.
1805 trafen Lewis und Clark auf sie bei den Kiowas in den Black Hills im nordöstlichen Wyoming, wo etwa 300 von ihnen in 25 Tipis lebten. Die Absarokee waren mit ihnen verbündet, während die Cheyenne, Arapaho und Sioux zu ihren Feinden zählten.
Ende des 18. Jahrhunderts schlossen die Kiowa durch Vermittlung der Kiowa-Apache mit den Mescalero-Apache einen dauerhaften Frieden, dies ermöglichte den beiden Gruppen einen einfacheren Zugang zu den Tewa Pueblo, um dort Tauschhandel treiben zu können. Etwa um 1790 schlossen sie mit den Comanche, 1834 mit den Osage und etwa um 1840 mit den Cheyenne und Arapaho Frieden auf Dauer. 1837 unterzeichneten sie ihren ersten Vertrag unter dem Namen Katacka mit den Vereinigten Staaten in Fort Gibson. Sie folgten dabei den Kiowa, mit denen sie seit ihrem Zusammenschluss eine gemeinsame Geschichte teilten. 1853 wurden sie als kriegerische Gruppe (englisch Band) bezeichnet, die am Canadian River lebte und die Comanche bei gemeinsamen Überfällen begleiteten.
Auf ihren eigenen Wunsch hin wurden die Kiowa-Apachen im Vertrag von Little Arkansas den Cheyenne und Arapaho angeschlossen, weil die Kiowa den Weißen gegenüber zu feindlich eingestellt waren. Doch schon im Vertrag von Medicine Lodge kam es zwei Jahre später zur Wiedervereinigung mit den Kiowa.
Unter der Führung ihres Oberhäuptlings Essa-queta, auch Pacer oder Peso genannt, verhielt sich die Mehrheit der Kiowa-Apachen friedlich. Im Oktober 1872 gehörten Essa-queta (Pacer) und zwei weitere Häuptlinge des Stammes, Daha und Grey Eagle, zu einer Delegation, die nach Washington reiste. Als Ergebnis dieser Friedensmission wurde 1874 von A. J. Standing, einem Quäker-Missionar, eine Schule in ihrem Reservat errichtet. Obwohl sich einige Stammesmitglieder in diesem Sommer an Quanah Parkers Kriegszug nach Adobe Walls beteiligten, blieb die Mehrheit der Kiowa-Apachen ruhig während des Red River Wars. Nach Pacers Tod im Jahre 1875 siedelte der Stamm auf einem Stück Land zwischen Fort Cobb und Fort Sill im Indianerterritorium und gewöhnte sich schnell an ein sesshaftes Leben als Farmer. Nach der Öffnung der Reservate in Oklahoma wurde die Stadt Apache im Caddo County der Mittelpunkt des Stammes.

## Lebensweise und Religion
Außer durch die andere Sprache waren die Kiowa-Apachen nicht von den Kiowa zu unterscheiden. Sie gehörten wie die Kiowa zu den typischen nomadischen Stämmen. Nachdem sie Pferde von den Spaniern bekommen hatten, jagten sie Büffel vom Pferderücken aus; sie betrieben keinen Ackerbau und wohnten in großen Ledertipis aus drei Stangen. Sie hatten Militärgesellschaften (engl. soldier societies), bei denen die Mitglieder einen Rang nach ihren besonderen Leistungen im Krieg einnahmen – das beinhaltete nicht das Töten eines Feindes, sondern nur das Berühren seines Körpers im Kampf (engl. Coup).
Sie glaubten wie die Kiowa, dass ihnen Träume und Visionen übernatürliche Kräfte im Krieg, bei der Jagd und beim Heilen von Krankheiten verliehen. Man glaubte an zehn Medizin-Bündel, die den Stamm beschützen und zum Mittelpunkt des Kiowa-Sonnentanzes wurden und an den Übergang des Geistes in eine andere Welt. Weil der Tod Angst einflößte, wurden die Namen von Gestorbenen nicht mehr ausgesprochen, sondern umschrieben.
Die Integration der Kiowa-Apache war problemlos, die Zahl der anpassungsfähigen Gruppen war gering. Das Verwandtschaftssystem bildete die Basis der sozialen Struktur, denn in den weitverzweigten Großfamilien war jeder mit jedem verwandt. Oft hatte ein Mann mehr als eine Frau und lebte gewöhnlich bei den Verwandten einer der Frauen (matrilokal). Sie hatten wie die Kiowa ein Heraldik-System, gemalte Motive, die auf den Tipis und heiligen Schilden aufgebracht wurden und persönliches Eigentum waren. Ökonomisch waren die Familien-Gruppen unabhängig, doch bei der Büffeljagd war die Zusammenarbeit mehrerer Gruppen erforderlich. Das hatte zur Folge, dass mehrere Familien sich zu Gruppen (engl. bands) zusammenschlossen, so auch bei den Tanz-Gesellschaften (engl. dancing societies), von denen es vier gab: Kasowe für Kinder, Manatide für Erwachsene, Klintidie für ältere Männer und Izuwe für ältere Frauen. Diese Ursachen sorgten zweifellos viele Generationen hindurch für die Erhaltung ihrer Identität, während einer Zeit, in der sie von zahlenmäßig weit überlegenen, oft feindlichen, Stämmen umgeben waren. Ihre symbiotische Beziehung zu den Kiowas über eine so lange Periode ist höchst ungewöhnlich in der Kulturgeschichte. Obwohl die beiden Stämme zusammen lebten, kam es nur zu ganz wenigen Heiraten zwischen ihnen.

## Heutige Situation
Heute sind die Nachfahren der Kiowa Apache als Apache Tribe of Oklahoma ein auf Bundesebene anerkannter Stamm (federally recognized tribe), dem auch einige Nachfahren der Shá i'a Nde Band der Lipan Apache angehören. Sie hatten sich ihnen 1874 auf der Flucht vor der US-Armee angeschlossen. Rund 300 Angehörige wurden 1884 gezwungen, zusammen mit den Kiowa Apache zur Washita Agency umzusiedeln. 1913 zogen jedoch die meisten Lipan Apache auf die Mescalero Apache Reservation in New Mexico, um sich den dort bereits lebenden Lipan Apache sowie den verwandten Mescalero und Chiricahua Apache anzuschließen. Eine Minderheit blieb bei den Kiowa Apache und ist seither Teil des Stammes. Das Verwaltungs- und Stammeszentrum befindet sich in Anadarko im Caddo County, Oklahoma. Das heutige Reservatsgebiet umfasst Teile der Countys Caddo, Comanche, Cotton, Grady, Jefferson, Kiowa und Stephens in Oklahoma. Stammesmitglieder benötigen ein 1/8 blood quantum, also eine Mindestzahl an Kiowa-Apache-Vorfahren mit entsprechendem Blutanteil, um Aufnahme in den Stamm zu finden. Zählten sie im Jahr 2000 noch 1.802 Stammesmitglieder, gab es 2011 bereits 2.263 Kiowa Apache.

## Häuptlinge und Anführer
- Gonkon (Gonkan – "Bleibt in seinem Tipi", "Verteidigt sein Tipi"; besser bekannt als Apache John, Unterhäuptling der Kiowa Apache sowie Bruder von Häuptling Essa-queta, dem bedeutendsten Anführer während des letzten Widerstands und der ersten Reservationszeit, wurde 1898 zum Oberhäuptling als Nachfolger von Tsayaditl-ti gewählt.)
- Essa-queta ("Grauer Adler", auch Pay-Sus – "der Schreitende"; besser bekannt als Pacer bzw. Peso, ca. *? - †1875; Essa-queta gehörte innerhalb des Stammes der Friedensfraktion an und überzeugte den Großteil der Kiowa Apache während des Red-River-Krieges (1874 bis 1875) in der Reservation zu bleiben)[14]
- Koon-Ka-Zachey (auch: Koon-Kah-Za-Chy bzw. Kootz-Zah – "Die Zigarre", ca. *? - †1927)
- Si-tah-le ("Armseliger, kümmerlicher Wolf")
- Oh-ah-te-kah ("Armseliger, kümmerlicher Bär")
- Ah-zaah ("Prairie Wolf", "Kojote")
- Tsayaditl-ti (auch: Ta-Ka-I-Tai-Di, Da-Kana-Dit-Ta-I bzw. Takaitaidi – "Weißer Mann"; besser bekannt als White Man Chief, ca. *1830 - †1900, folgte 1875 Essa-queta als Häuptling nach.)
- Daha (Taw-haw, Häuptling und einer der Anführer während der zweiten Geistertanz-Bewegung in 1891.)
- Daveko (Davako bzw. Däveko – "Erkennt [die] Feinde", ca. *1818 - †1898, führender und unter den Kiowa-Apache gefürchteter Medizinmann)

## Demografie
| Jahr | Quelle        | Zahl | Bemerkungen                                         |
| 1805 | Lewis & Clark | 300  | geschätzt                                           |
| 1871 | unbekannt     | 378  | -                                                   |
| 1875 | Zensus        | 344  | -                                                   |
| 1889 | Zensus        | 349  | -                                                   |
| 1896 | Zensus        | 208  | nach der Masern-Epidemie von 1892                   |
| 1910 | Zensus        | 139  | -                                                   |
| 1930 | Zensus        | 184  | -                                                   |
| 1937 | Zensus        | 340  | vermutlich durch Mischehen mit benachbarten Stämmen |